# 뿌리깊은나무 (재단법인)
뿌리깊은나무는 민족전통 문화의 계승보급을통한 박물관 문화발전과 문화 창달을 도모하기 위하여 1998년 3월 16일 설립된 문화체육관광부 소관의 재단법인이다. 사무실은 전남 순천시 낙안면 남대리 232-2에 있다.

## 주요 업무
- 박물관 설립 운영
- 문화예술단체 지원